# Anatolij Kuzew
Anatolij Mykolaiowytsch Kuzew (ukrainisch Анатолій Миколайович Куцев; russisch Анатолий Николаевич Куцев; * 20. April 1959 in Bendery, Moldauische SSR, Sowjetunion; † 26. Juni 2016) war ein ukrainischer Fußballspieler und -trainer. Er trainierte seit 2007 die ukrainische Nationalmannschaft der Frauen.
Kuzew begann seine Profikarriere 1977 bei Dnipro Dnipropetrowsk. Später spielte er noch für Krywbas Krywyj Rih, FK SKA Kiew und Dynamo Kiew. Bei innersowjetischen Turnieren spielte er zehnmal für die ukrainische Auswahl. 1995 wurde er Trainer und übernahm die U-19-Auswahl der Frauen. Seit 2007 trainierte er die Frauennationalmannschaft der Ukraine, die sich 2009 erstmals für die Europameisterschaft qualifizieren konnte.